# Młyny (Radymno)
Młyny [ˈmwɨnɨ] (ukrainisch: Млини, Mlyny) ist ein Dorf in der Gmina Radymno, im Powiat Jarosławski, in der Woiwodschaft Karpatenvorland, im Südosten Polens, nahe der Grenze zur Ukraine. Es liegt ungefähr 19 km östlich von Radymno, 29 km östlich von Jarosław und 77 km östlich der regionalen Hauptstadt Rzeszów.

## Geschichte
Das Dorf Młyny liegt am Fluss Szkło und entstand aus den Trümmern der Stadt Dropaty, die während des Osmanisch-Polnischen Kriegs (1672–1676) zerstört wurde. Von 1772 bis 1918 gehörte das Dorf zu Österreich-Ungarn, als Teil der Provinz des Königreichs Galizien und Lodomerien. Von 1919 bis 1939 gehörte es zu Polen und war dem Kreis Yavoriv der Woiwodschaft Lwów eingegliedert, in den Jahren 1934 bis 1939 war es Teil der Gemeinde Gnojnice.
Am 1. Januar 1939 hatte das Dorf 1280 Einwohner, davon 1265 griechisch-katholische Ukrainer, 10 römisch-katholische Ukrainer und 5 Juden.
Infolge des am 16. August 1945 abgeschlossenen Abkommens über die Einrichtung der Curzon-Linie als sowjetisch-polnische Grenze war die ukrainische Bevölkerung einem antiukrainischen Terror ausgesetzt. Einige Ukrainer gingen freiwillig, andere wurden gewaltsam in die UdSSR vertrieben. Die übrigen Menschen wurden 1947 während der Operation „Visula“ ethnischen Säuberungen unterzogen und in Gebiete im Westen und Norden von Polen deportiert.
Von 1945 bis 1954 bestand die Gemeinde Mlyna und 1975 bis 1998 gehörte das Dorf zur Woiwodschaft Przemyśl, die im Zuge der Verwaltungsreform 1999 aufgelöst wurde. Heute liegt das Dorf Młyny an der Grenze zwischen Polen und der Ukraine. Im Dorf befindet sich die Holzkirche des Schutzes der Heiligen Jungfrau Maria der ukrainischen griechisch-katholischen Kirche (1733). Die Kirche im Dorf Mlyny wurde nach der Deportation der ukrainischen Bevölkerung als katholische Kirche Unserer Lieben Frau vom Trost geweiht. Pfarrer der Kirche war von 1856 bis 1870 Mychajlo Werbyzkyj (1815–1870), Komponist der ukrainischen Hymne Schtsche ne wmerla Ukrajina. Werbyzkyj wurde 1870 in der Kirchenkapelle begraben.

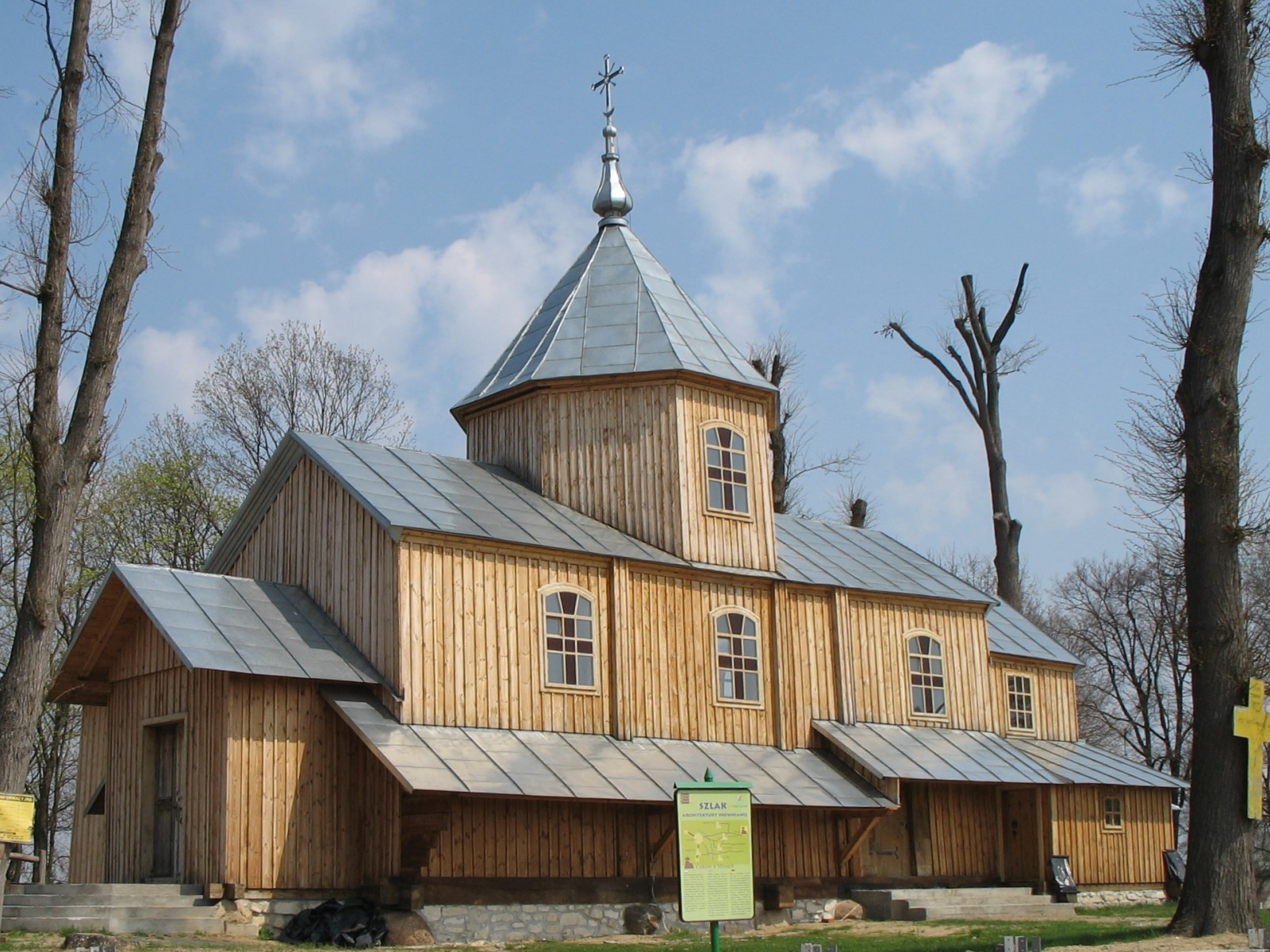
Griechisch-katholische Kirche in Młyny